# ロビン・クロスビー
ロビン・クロスビー（Robbin Crosby、1959年8月4日 - 2002年6月6日）は、LAメタルの頂点に君臨し、ラット（RATT）のバンドメンバーとして活躍したロックギタリスト。

## 人物
RATT初期からメインコンポーザーとしてLAメタルという新ジャンルの発展をモトリー・クルー等と成し遂げ、80年代に発生した世界規模のヘビーメタル・ムーブメントの立役者として貢献。しかし1991年のRATT最後の来日公演を最後にバンドを脱退。
その半年後に自己の新バンド、Call of the Wild（初代ドラマーはWingerのリーダーであったKip Wingerの弟であるNate Winger）を結成するも同名バンドが既に存在していた為、バンド名を変名。クロスビーがラット結成前に活動していたバンド名であるSecret Serviceを使用しての活動を試み、プリ・プロダクション等の制作を数回行うが一切の音源発表に至らず。
尚、Call of the Wild結成当初、当時LAに移住したばかりの日本人ギタリスト、木暮“シャケ”武彦（RED WARRIORS）にバンド参加を要請した経緯があるが、実現せず。その後、バンド名をSecret Serviceに変名後も激しいメンバーチェンジを繰り返す中に、他の日本人および日系人らしきギタリスト(Sato Fujimoto、元WarriorのTommy Asakawa)の参加記録もある程、日本びいきの傾向があった模様。
身長が2m近い巨漢からか、ニックネームは"KING"（命名者はヴィンス・ニール、モトリーのライブ後に暴徒化した酔っ払い達に一人囲まれ危機一髪であったヴィンスを彼一人で全員ノックアウトしてヴィンスを救済した時にヴィンスが一言「You are the king, man.」と言ったから）。その反面に親しみやすい人柄から、LAメタル界の"KING"として他のミュージシャンからも敬愛された。1988年には、リリアン・アクス (Lillian Axe) のデビュー・アルバムをプロデュースしている。
しかし、薬物中毒による注射器の使い回しが祟り、2002年にエイズにより死亡（検死報告によれば直接の死因はヘロインの過剰摂取、エイズの合併症により内臓の機能が著しく低下していたことが影響したとされる。死亡時の体重は180kgを超えていた。　闘病苦からの自殺説あり）。42歳。晩年は車椅子生活を余儀なくされていた。
メガデス（Megadeth）の中心人物であるデイヴ・ムステイン(Dave Mustaine)がトレードマークとして使用し続けているギター（Jackson King V model）は元来、クロスビーのシグネチャー・モデルとして開発されたモデルである。